# Vương quốc Phổ
Vương quốc Phổ (tiếng Đức: Königreich Preußen) là một vương quốc tồn tại trong lịch sử Đức từ năm 1701 đến 1918. Nó là động lực thúc đẩy sự thống nhất của Đức vào năm 1871 và vua của Phổ cũng đồng thời là hoàng đế của Đế chế Đức cho đến khi nhà nước này giải thể vào năm 1918. Mặc dù tên của vương quốc lấy tên từ đất Prussia/Phổ, nhưng trung tâm quyền lực lại đặt ở Phiên bá quốc Brandenburg, với thủ phủ là thành phố Berlin.
Các vị vua của Phổ đến từ Vương tộc Hohenzollern. Brandenburg-Phổ, tiền thân của Vương quốc Phổ, trở thành một cường quốc quân sự dưới thời Friedrich Wilhelm I xứ Brandenburg, với biệt danh là "Tuyển hầu tước vĩ đại". Là một vương quốc, Phổ tiếp tục sức mạnh bá chủ của mình, đặc biệt là dưới thời trị vì của Friedrich Đại đế, là con trai thứ 3 của Frederick William I. Frederick Đại đế là người có công trong việc bắt đầu Chiến tranh Bảy năm (1756–63), chống lại Đại công quốc Áo, Đế quốc Nga, Vương quốc Pháp và Thụy Điển, đồng thời thiết lập vai trò của Phổ trong các quốc gia dân tộc Đức, cũng như đưa đất nước này trở thành một cường quốc châu Âu. Sau khi sức mạnh của Phổ được bộc lộ, nước này được coi là một cường quốc lớn giữa các quốc gia Đức. Trong suốt 100 năm tiếp theo, Phổ đã chiến thắng trong nhiều cuộc chiến tranh. Do sức mạnh của mình, Phổ liên tục cố gắng thống nhất tất cả các bang của Đức (không bao gồm các bang của Đức ở Thụy Sĩ) dưới sự cai trị của mình.
Sau Chiến tranh Napoléon dẫn đến việc thành lập Bang liên Đức, vấn đề thống nhất các bang của Đức đã gây ra một số cuộc cách mạng tại các cựu lãnh thổ của Đế quốc La Mã Thần thánh trước đây. Tất cả các bang đều muốn có hiến pháp của riêng mình. Các nỗ lực thành lập một nhà nước liên bang vẫn không thể thành công và Bang liên Đức sụp đổ vào năm 1866 khi chiến tranh xảy ra giữa 2 quốc gia thành viên hùng mạnh nhất là Vương quốc Phổ và Đế quốc Áo. Năm 1867, Bang liên Bắc Đức được thành lập sau khi Bang liên Đức chấm dứt tồn tại, nó được duy trì cho đến năm 1871, đã tạo ra một liên minh chặt chẽ hơn giữa các quốc gia liên kết với Phổ, trong khi đó Đế quốc Áo và phần lớn lãnh thổ miền Nam của Đức vẫn độc lập.
Đế chế Đức tồn tại từ năm 1871 đến năm 1918 với sự thống nhất thành công tất cả các quốc gia Đức dưới quyền bá chủ của Vương quốc Phổ, ngoại trừ Áo. Sự thống nhất thành công này đến từ thất bại của Napoleon III của Pháp trong Chiến tranh Pháp-Phổ (1870 - 1871). Cuộc chiến đã đoàn kết các quốc gia Đức dưới ngọn cờ của Phổ chống lại kẻ thù chung, và với chiến thắng này, một làn sóng chủ nghĩa dân tộc đã tràn ngập, làm thay đổi quan điểm của một số người chống lại sự thống nhất. Năm 1871, Đức thống nhất thành một quốc gia, trừ Áo và Thụy Sĩ, trong đó vua của Phổ đồng thời là hoàng đế của Đế quốc Đức.